# Рацерт
Рацерт (њем. Ratzert) општина је у њемачкој савезној држави Рајна-Палатинат. Једно је од 62 општинска средишта округа Нојвид. Према процјени из 2010. у општини је живјело 232 становника. Посједује регионалну шифру (AGS) 7138058.

## Географски и демографски подаци
Рацерт се налази у савезној држави Рајна-Палатинат у округу Нојвид. Општина се налази на надморској висини од 225 метара. Површина општине износи 2,8 km². У самом мјесту је, према процјени из 2010. године, живјело 232 становника. Просјечна густина становништва износи 83 становника/km².